# Per-Szehemheperré

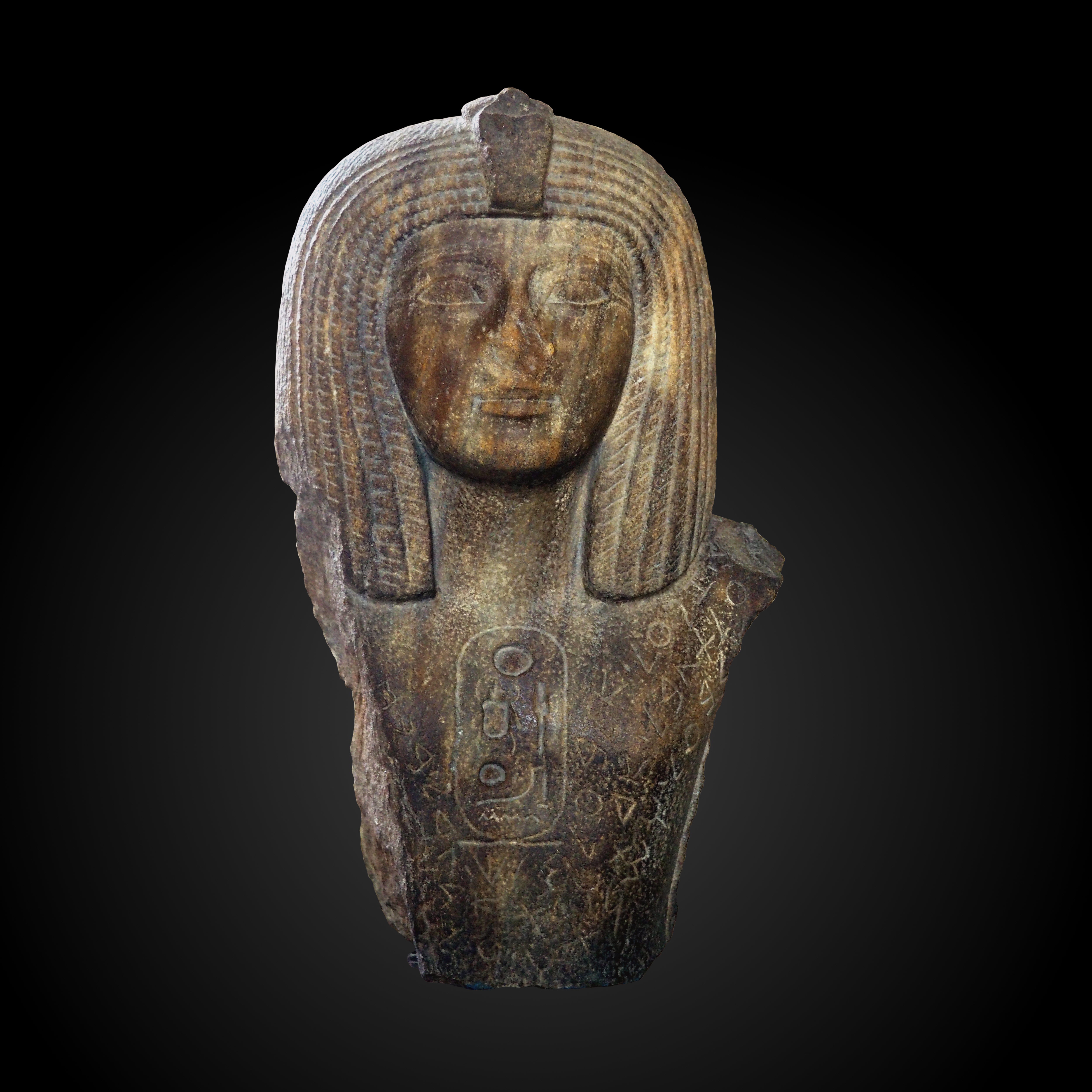
I. Oszorkon Szehemheperré fáraó, az erőd alapítója

Per-Szehemheperré (pr-sḫm-ḫpr-r՚, „Szehemheperré birtoka”) ókori egyiptomi erődítmény volt. Pontos helye nem ismert, de valószínű, hogy a Fajjúm bejáratánál állt, a közép-egyiptomi Hérakleopolisz Magnától északra.
Az erőd neve alapítójára, I. Oszorkon (uralkodói nevén Szehemheperré) fáraóra, a XXII. dinasztia egyik uralkodójára (i. e. 922–887 körül) utal. Lehetséges, hogy az erőd alapítása arra utal, hogy az országban általános rossz közbiztonság uralkodott ebben az időben. Per-Szehemheperré első ismert kormányzója Nimlot volt, II. Oszorkon fia, aki egyben a szomszédos Hérakleopolisz kormányzójának posztját is betöltötte. Úgy tűnik, az erőd nem sokkal Nimlot kormányzósága után átállt a rivális XXIII. dinasztia mellé; I. Pedubaszt 6. uralkodási évében egy Ewelhon nevű hivatalnokot említenek Per-Szehemheperré kormányzójaként, valamivel később pedig egy bizonyos Takelotot, a későbbi III. Takelot fáraót.
Mikor a XXV. dinasztia uralkodója, Piye megszállta a Nílus völgyét, Per-Szehemheperré Tefnaht meswes törzsfőhöz és koalíciójához volt hű. Piye győzelmi sztéléjén beszámol róla, hogy az erődöt megerősítve találta, de vérontás nélkül el tudta érni megadásukat, és közben foglyul ejtette Tefnaht fiát.

## Fordítás
Ez a szócikk részben vagy egészben  a   Pi-Sekhemkheperre című angol Wikipédia-szócikk ezen változatának fordításán alapul.  Az eredeti cikk szerkesztőit annak laptörténete sorolja fel. Ez a jelzés csupán a megfogalmazás eredetét és a szerzői jogokat jelzi, nem szolgál a cikkben szereplő információk forrásmegjelöléseként.

## További hivatkozások
- Piye győzelmi sztéléje James H. Breasted angol fordításában